# Сињско поље
Сињско поље је крашко поље у Далмацији у Хрватској. Захвата површину од око 60 км², у средњем току реке Цетине. На рељеф поља највећу утицај имала је ерозија. Периодично је плављено захваљујући Цетини и бројним врелима, најчешће зими. Дно је изграђено од глине и пешчара. Пољем теку и мање реке Руда и Граб.
У прошлости овде је било развијено сточарство, а данас се становништво бави пољопривредом, тачније гаје се кукуруз и пшеница. На ободу су се развила бројна насеља — Гала, Удовичић, Руда, Граб, затим Турјаци, Кошуте, Триљ и место Сињ, по коме поље и носи име.